# 王元命
王元命（1550年—1626年），原名王之命，字長齡，號後軒，陝西西安府華州蒲城縣人，民籍，明朝政治人物。

## 生平
隆庆元年（1567年）丁卯科陝西鄉試第二十二名，萬曆八年（1580年）庚辰科會試第二百四十九名，登三甲第二百三十名進士。都察院觀政，本年养病，丁憂。十二年授工部主事，监修慈寧宫，与巡视給事中言语不合，十四年养病归乡。十六年复除本部，督南旺閘漕运，值岁饥，弛禁源泉，开鱼虾利，济河浒之民多赖全活。二十年升员外郎，本年升工部郎中，二十二年（1594年）十月升山西鴈平道兵备副使，二十五年致仕。有《后轩诗草》一卷，年七十七卒。

## 家族
曾祖王顏；祖父王仲實，曾任壽官；父王表，曾任府同知。母李氏；繼母趙氏。严侍下。兄王元相（贡士）、元卿、元良（监生）、王元柄（贡士）。